# Никодим Просфорник
Никодим Просфорник, или Никодим Печёрский — преподобный Русской православной церкви, «просфорник» печерский XII века.

## Биография

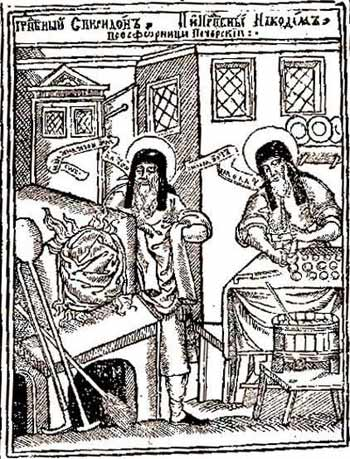
Спиридон и Никодим

О детстве и мирской жизни Никодима сведений практически не сохранилось; прочие биографические сведения о нём очень скудны и отрывочны, известно лишь, что он подвизался в Киево-Печерскую обитель (ныне лавра) при игумене Пимене (1132—1141), которым и был приставлен печь просфоры вместе с иноком Спиридоном.
Никодим во всем был «единомыслен» со святым Спиридоном и, подобно ему, так же ревностно молился и делил с ним труды телесные: рубил ли дрова, месил ли тесто и воспевал Псалмы.
Память преподобного Никодима Печерского празднуется 31 октября. Мощи Никодима Просфорника упокоены в Ближних (Аннтониевых) пещерах Киево-Печерской лавры.
Сказание о преподобных Спиридоне и Никодиме Печерских было помещено во втором послании черноризца Поликарпа к архимандриту печерскому Акиндину.